# ハリケーン・ディーン
ハリケーン・ディーン(Hurricane Dean)は、2007年8月に発生した大型のハリケーンである。

## 概要

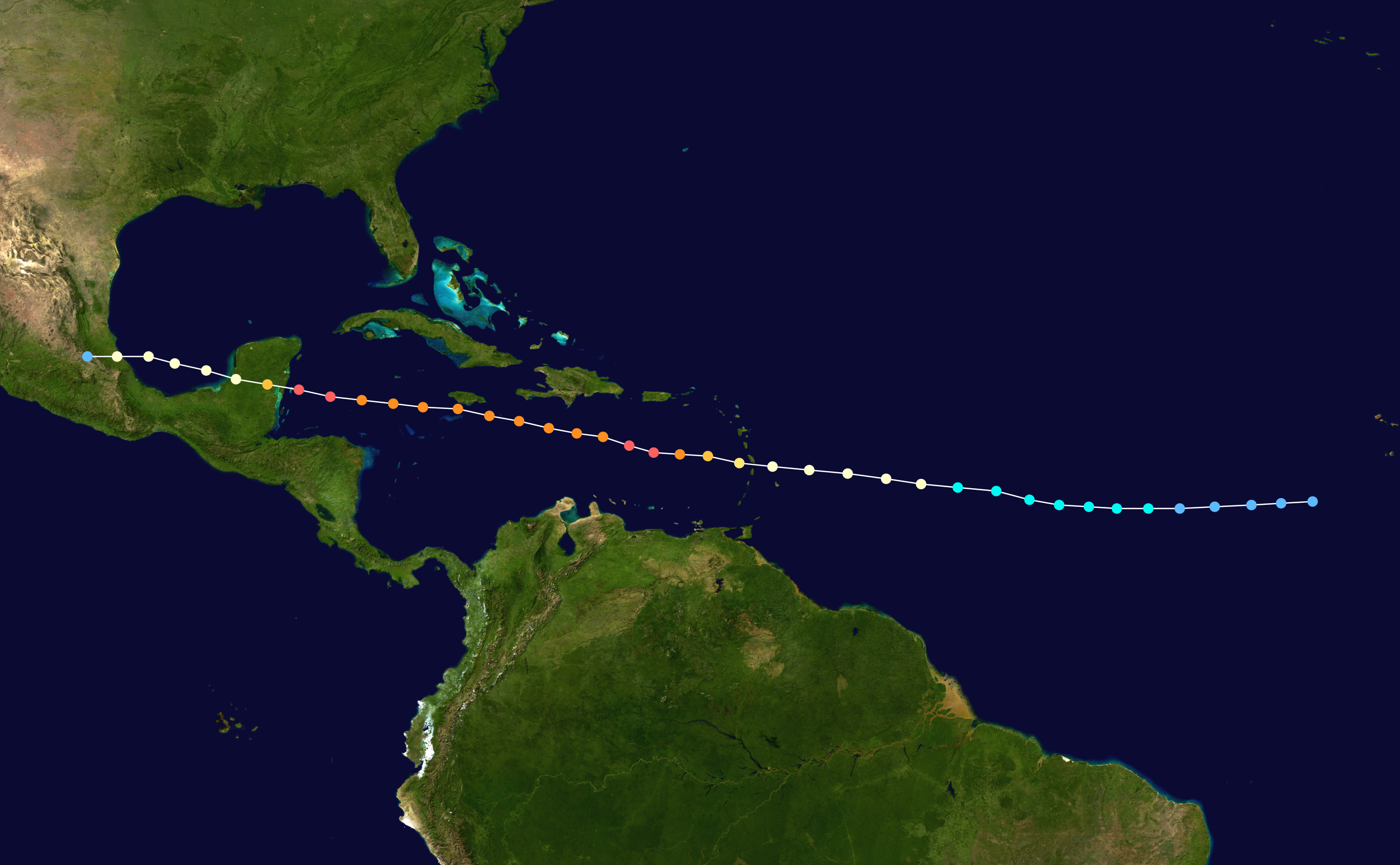
進路図

ディーンはカリブ海を西北西に移動し、8月20日にジャマイカの南を通過した。21日には、ユカタン半島に上陸。その後、一度カンペチェ湾に抜け、22日には再度メキシコのベラクルス州に上陸した。
ディーンはハリケーンの強さを表すサファ・シンプソン・ハリケーン・スケール（SSHS）で、最大時で最高のカテゴリー5に到達し、その強さを維持したまま上陸した。大西洋で発生したハリケーンで、カテゴリー5に達したのは2005年のウィルマ以来であり、そのまま上陸したのは1992年のアンドリュー以来である。
またこのハリケーンは、最低中心気圧906hPaを記録した。これは、大西洋で発生したハリケーンとしては観測史上9番目に低い。

このハリケーンによる死者数は少なくとも42人にのぼる。
| 順位 | ハリケーン                  | 年     | 中心気圧 (hPa) |
| ---- | --------------------------- | ------ | -------------- |
| 1    | ウィルマ（Wilma）           | 2005年 | 882            |
| 2    | ギルバート（Gilbert）       | 1988年 | 888            |
| 3    | レイバー・デー（Labor Day） | 1935年 | 892            |
| 4    | リタ（Rita）                | 2005年 | 895            |
| 5    | アレン（Allen）             | 1980年 | 899            |
| 6    | カミーユ（Camille）         | 1969年 | 900            |
| 7    | カトリーナ（Katrina）       | 2005年 | 902            |
| 8    | ミッチ（Mitch）             | 1998年 | 905            |
| 8    | ディーン（Dean）            | 2007年 | 905            |
| 10   | マリア（Maria）             | 2017年 | 908            |

## その他
国際名Deanは、この年限りで引退となった。代わりにDorianという国際名に変更となった。